# Fleurey-lès-Saint-Loup
Fleurey-lès-Saint-Loup település Franciaországban, Haute-Saône megyében. Lakosainak száma 128 fő (2022. január 1.). Fleurey-lès-Saint-Loup Aillevillers-et-Lyaumont és Magnoncourt községekkel határos.

## Népesség
A település népességének változása:
| Lakosok száma | 133  | 132  | 136  | 134  | 136  | 137  | 134  | 131  | 128  |
|               | 2013 | 2015 | 2016 | 2017 | 2018 | 2019 | 2020 | 2021 | 2022 |